# Tomasz Rząsa
Tomasz Mariusz Rząsa (uitspraak: [ˈtɔmaʂ ˈʐɔ̃sa], ong. tommasj zjongsa) (Krakau, 11 maart 1973) is een Pools voormalig betaald voetballer die voornamelijk als verdediger speelde. Hij was van 1992 tot en met 2008 actief in profverband. Van 1994 tot en met 2006 speelde hij zesendertig keer voor het Pools voetbalelftal, waarvoor hij een keer scoorde. In de zomer van 2010 werd hij technisch-directeur bij Cracovia Kraków.
Rząsa's eerste profclub was Cracovia Kraków. Hiervoor speelde hij evenals voor zijn tweede club Sokół Pniewy twee seizoenen. Vervolgens speelde hij vijf jaar in Zwitserland voor Grasshoppers, FC Lugano en BSC Young Boys. Rząsa verkaste daarna naar Nederland, waar hij na twee seizoenen voor De Graafschap er vier voor Feyenoord uitkwam. Daarmee won hij in 1999 de Johan Cruijff Schaal en in 2002 de UEFA Cup. Na vervolgens een seizoen bij Partizan Belgrado kwam Rząsa ook uit voor de Nederlandse clubs sc Heerenveen en ADO Den Haag, voor hij bij SV Ried zijn actieve carrière afsloot.

## Loopbaan
| seizoen | club              | land                 | wedstrijden* | goals |
| ------- | ----------------- | -------------------- | ------------ | ----- |
| 1992/93 | Sokol Pniewy      | Vlag van Polen       | 22           | 11    |
| 1993/94 | Sokol Pniewy      | Vlag van Polen       | 27           | 6     |
| 1994/95 | Sokol Pniewy      | Vlag van Polen       | 17           | 8     |
| 1994/95 | Grasshoppers      | Vlag van Zwitserland | 14           | 5     |
| 1995/96 | FC Lugano         | Vlag van Zwitserland | 9            | 2     |
| 1995/96 | Grasshoppers      | Vlag van Zwitserland | 7            | 0     |
| 1996/97 | Grasshoppers      | Vlag van Zwitserland | 9            | 1     |
| 1996/97 | BSC Young Boys    | Vlag van Zwitserland | 12           | 6     |
| 1997/98 | De Graafschap     | Vlag van Nederland   | 22           | 2     |
| 1998/99 | De Graafschap     | Vlag van Nederland   | 28           | 2     |
| 1999/00 | Feyenoord         | Vlag van Nederland   | 31           | 1     |
| 2000/01 | Feyenoord         | Vlag van Nederland   | 19           | 0     |
| 2001/02 | Feyenoord         | Vlag van Nederland   | 27           | 0     |
| 2002/03 | Feyenoord         | Vlag van Nederland   | 13           | 0     |
| 2003/04 | Partizan Belgrado | Vlag van Servië      | 18           | 0     |
| 2004/05 | SC Heerenveen     | Vlag van Nederland   | 23           | 0     |
| 2005/06 | ADO Den Haag      | Vlag van Nederland   | 12           | 0     |
| 2006/07 | SV Ried           | Vlag van Oostenrijk  | 30           | 0     |
| 2007/08 | SV Ried           | Vlag van Oostenrijk  | 28           | 0     |

- Enkel competitieduels

## Erelijst
| Competitie           |              |                  |              |              |
| Competitie           | Aantal       | Jaren            |              |              |
| Grasshoppers         | Grasshoppers | Grasshoppers     | Grasshoppers | Grasshoppers |
| -------------------- | ------------ | ---------------- | ------------ | ------------ |
| Schweizer Cup        | 1x           | 1993/94          |              |              |
| Nationalliga A       | 2x           | 1994/95, 1995/96 |              |              |
| Feyenoord            |              |                  |              |              |
| Internationaal       |              |                  |              |              |
| UEFA Cup             | 1x           | 2001/02          |              |              |
| Nationaal            |              |                  |              |              |
| Johan Cruijff Schaal | 1x           | 1999             |              |              |